# Alepidea insculpta
Alepidea insculpta är en flockblommig växtart som beskrevs av Olive Mary Hilliard och Brian Laurence Burtt. Alepidea insculpta ingår i släktet Alepidea och familjen flockblommiga växter. Inga underarter finns listade i Catalogue of Life.